# لورانس ولز
لورانس ولز (بالإنجليزية: Lawrence Wells)‏ هو مستكشف أسترالي، ولد في 30 أبريل 1860 في بينولا في أستراليا، وتوفي في 11 مايو 1938 في أستراليا.